# 恰利斯加奥恩
恰利斯加奥恩（英語：Chalisgaon）是印度马哈拉施特拉邦賈爾岡縣的一座城市。总人口91094（2001年），2011年97551人。

## 人口
该地2001年总人口91094人，其中男性47647人，女性43447人；0—6岁人口11440人，其中男6222人，女5218人；识字率73.16%，其中男性为79.12%，女性为66.61%。
2011年人口普查时恰利斯加奥恩有97551名居民，其中男性50737人，女性46814人。80%以上的人信仰印度教，因此印度教徒是市内多数人群。2011年市内的識字率为85.88%，远远高于印度平均。
恰利斯加奥恩分33个市区。
恰利斯加奥恩与圖萊和奥郎加巴德有公路连接，与圖萊、孟买和浦那有铁路连接。